# Batcă
Batca (Blicca bjoerkna) este un pește dulcicol și salmastricol mic de 20–25 cm lungime și 100-200 grame greutate, din familia ciprinidelor, asemănător cu plătica. Trăiește în apele stătătoare cu fundul mâlos (mai ales în bălți, lacuri) sau lin curgătoare (zona inferioară a râurilor mari) din Europa, Asia Mică și Caucaz. Are corpul înalt, puternic comprimat lateral și acoperit cu solzi mari. Capul este mic, cu ochii mari și bot scurt cu o gura mică, oblică, semiinferioară, lipsită de mustăți. Dinții faringieni sunt dispuși pe două rânduri. Înotătoarea dorsală înaltă și scurtă este trunchiată foarte oblic. Înotătoarea anală cu baza lungă, este amplasată în urma înotătoarei dorsale. Înotătoarea caudală este adânc bifurcată. Coloritul corpului este verde-albăstruie, bătând în cafeniu pe spate, laturile argintii-cenușii, iar abdomenul alb-strălucitor. Vârfurile înotătoarelor dorsală, caudală și anală sunt cenușii; înotătoarele pectorale și ventrale cu baza roșie, iar la margini albe-gălbui. Se hrănește cu viermi, larve de insecte acvatice, crustacee, moluște, detritus și cu vegetație acvatică. Depune icrele lipindu-le de plantele acvatice în Aprilie-Mai. Are valoare economică, pescuindu-se în cantități destul de mari. Carnea, potrivit de grasă, este mediocră, fiind foarte osoasă.